# Roque Ceruti
Roque Ceruti (Milan 1683 - Lima 6 décembre 1760) est un compositeur italien ayant vécu au Pérou.

## Biographie
Roque Ceruti a été recruté en tant que chef d'orchestre de l'orchestre privé du vice-roi du Pérou,, et a eu une influence dominante italianisante au cours de cette période et cela a été fortement ressenti par certains des musiciens les plus traditionnels espagnols.
Il a été maître de chapelle de la cathédrale de Trujillo, de 1721 à 1728, puis maestro à la cathédrale Saint-Jean de Lima jusqu'à sa mort. Un grand nombre de ses œuvres sont présentes dans les Archives épiscopales à Lima, à la Cathédrale de l'Immaculée-Conception de La Plata, Argentine (que l'on doit distinguer de l'ancienne cathédrale de Sucre en Bolivie), et au Séminaire de Saint Antoine Abbé à Cuzco et à La Paz.

## Enregistrements
- 1998 Roque Ceruti : Vêpres solennelles de Saint Jean Baptiste Ensemble Elyma K617 089

## Source
- (en) Cet article est partiellement ou en totalité issu de l’article de Wikipédia en anglais intitulé « Roque Ceruti » (voir la liste des auteurs).